# Saint-Élie
Saint-Élie és un municipi francès, situat a la regió d'ultramar de la Guaiana Francesa. L'any 2006 tenia 436 habitants, molts d'ells brasilers que hi viuen il·legalment. Limita al nord amb Sinnamary i Iracoubo, al sud amb Régina, a l'est amb Roura i Kourou i a l'oest amb Mana.

En roig el territori comunal de Saint-Élie.

## Geografia
El més destacat de Sant Elies és la muntanya de la Trinité, el pic més alt es troba a una altitud de 636 m, situat al centre de la reserva natural de la Trinité, gestionat per la NFB. El llac de l'embassament de Petit-Saut es troba en el territori del municipi.
Es pot arribar en helicòpter (no hi ha pista d'aterratge per avions) o mitjançant la combinació de canoa per creuar l'embassament de l'estany de Petit Saut, i de 4x4 o quad per desplaçar-se a la ciutat pels 26 km de pista.

## Demografia
| 1962                                       | 1968 | 1975 | 1982 | 1990 | 1999 |
| ------------------------------------------ | ---- | ---- | ---- | ---- | ---- |
| ?                                          | ?    | ?    | ?    | 123  | 239  |
| Des de 1962: població sense dobles comptes |      |      |      |      |      |

## Història
És un dels més antics pobles de l'interior de la Guaiana. Creat per a l'extracció d'or en el segle xix, hi ha un important patrimoni arqueològic industrial com màquines de triturar el quars aurífer i una via fèrria construïda per ex convictes, part del qual està submergit sota les aigües de la presa de l'embassament de Petit-Saut.

## Administració
| Període | Identitat       | Partit |
| ------- | --------------- | ------ |
| 2008-   | Charles Ringuet |        |